# Blean
Blean, ook St. Cosmus and St. Damian in the Blean, is een plaats en civil parish in het bestuurlijke gebied Canterbury, in het Engelse graafschap Kent.